# اسکات کوئن (هنرپیشه)
اسکات کوئن (انگلیسی: Scott Cohen؛ زادهٔ ۱۹ دسامبر ۱۹۶۱) یک هنرپیشه اهل ایالات متحده آمریکا است. وی از سال ۱۹۹۰ میلادی تاکنون مشغول فعالیت بوده‌است.
از فیلم‌های معروف او می‌توان به بازی در فیلم بیگانه را بگیر اشاره کرد.